# Pierre de Crawhez
O barão Pierre de Crawhez (3 de agosto de 1874 - 29 de abril de 1925) foi um piloto de corridas belga. Foi o criador do Circuito das Ardenas, um percurso sobre um trajecto fechado no que se disputaram corridas de Grande Prêmio entre 1902 e 1907.

## Biografia

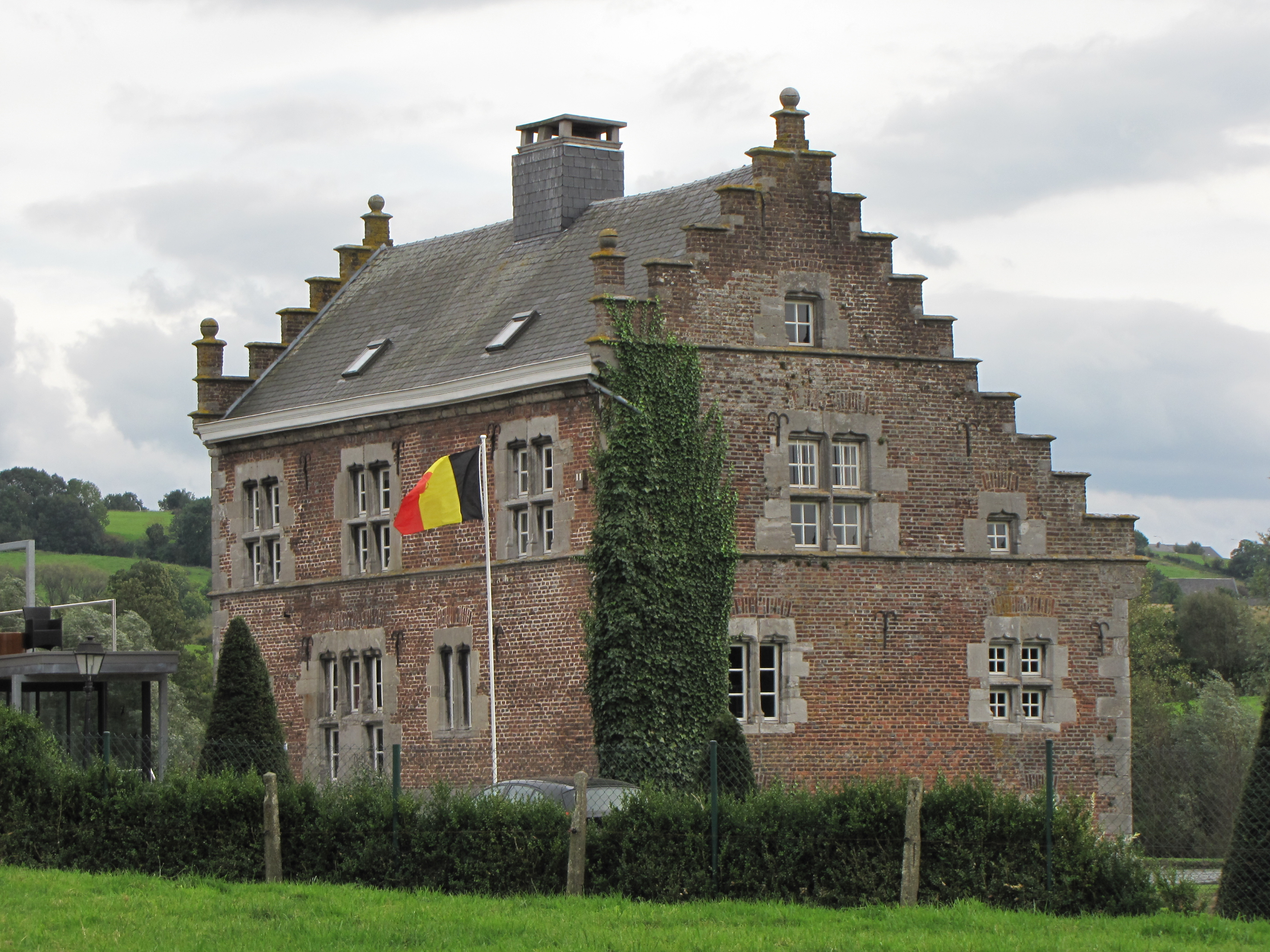
Casa solariega na população de Crawhez. Na actualidade é um restaurante (entidade de Thimister-Clermont)

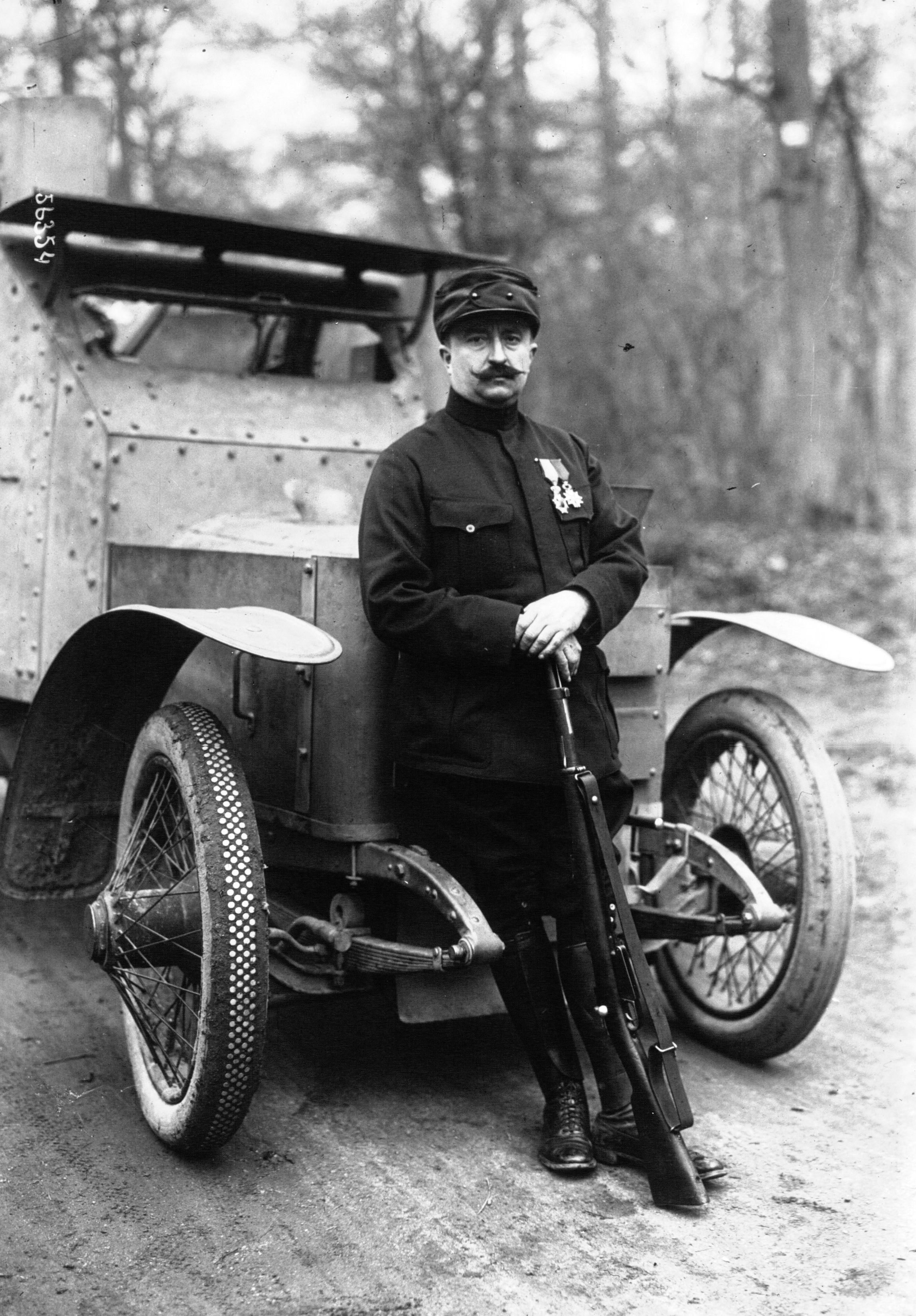
O barão Pierre de Crawhez em 1915, iniciador do circuito de carreiras das Ardenas e ganhador da segunda edição

De Crawhez iniciou a sua carreira desportiva pilotando um automóvel De Dion. Autor da ideia de criar um autódromo fechado, em 1902 converteu-se no promotor do Circuito das Ardenas, organizando uma carreira que ganhou pessoalmente ao ano seguinte (na segunda-feira 22 de junho de 1903), reafirmado na sua ideia de correr num circuito fechado pelo resultado mortal da corrida Paris-Madri de 1903, disputada um mês antes de cidade em cidade, e na que participou.
O circuito das Ardenas, em estradas fechadas, foi organizado pelo Real Automóvel Clube da Bégica, do que era presidente. Na primeira edição de 1902 participou com a sua Panhard 70 HP, vendo-se obrigado a retirar-se quando liderava a carreira na segunda rodada. Era amigo do seu compatriota René de Knyff, também piloto da Panhard.
Crawhez tinha dois irmãos, Jean e Joseph, com os que participou na "Grande semana do automóvel de verão de Spa" em 1897, que incluía quatro corridas em quatro dias.
Não deve se confundir com o barão Pierre de Caters (1875-1844), um piloto automobilístico e piloto de aviação belga da mesma época.
A casa dos barões de Crawhez encontra-se em Domaine du Bois-Lombut, um grande jardim inglês localizado em Gosselies (Charleroi).

## Resultados
- Bruxelles-Château d'Ardenne-Spa, em 1898 com Panhard
- Ganhador da categoria em Spa-Stavelot-Houffalize-Bastogne-Marche-Remouchamps-Spa, em 1899 com Panhard
- Course d'Anvers, em 1899 num Daimler
- Corrida da Cota de Malchamps a Spa, em junho de 1900 num Clément[3]
- Reunião de Ostende, em 1901.
- Circuito das Ardenas, em 1903 com um Panhard 70 HP (melhor volta na carreira, líder durante as 6 voltas do evento)
- 3º na Nice-Salon-Nice, em 1901
- 5º na carreira Paris-Madri, em 1903 com um Panhard 70 HP
- Participação na copa Gordon Bennett, em junho de 1904 (último ano de presença como piloto) num automóvel Pipe (da "Companhia de Construção de Automóveis Belga", ou "RVCCB", irmãos Alfred e Victor Goldschmidt), com pneus Continental (com seus compatriotas Maurice Augières e Lucien Hautvast, enquanto ele não pôde terminar as provas de classificação francesas da Copa Internacional Bennett, com um Hotchkiss et Cie HH em maio)
- Outras participações: Bruxelas-Namur-Spa em 1899, Paris-Burdeus em 1901[4], Paris-Berlim 1901, o Circuit du Nord em 1902, Paris-Vienne em 1902 (classificado no posto 11, no sétimo Grande Prêmio da ACF).

O seu irmão Jean Marie de Crawhez terminou 20 na corrida Paris-Viena de 1902, 38 na Paris-Berlim de 1901, e também terminou com a sua Panhard na mesma volta que Pierre de Crawhez durante o circuito das Ardenas em 1902.

## Cargos
- Foi um dos dois comissionados belgas do Circuito Europeu de Aviação que se desenvolveu de 18 de junho a 7 de julho de 1911.
- Ocupou o cargo de Presidente da Federação de Clubes Provinciais de Automóveis da Bélgica (FACPB) durante os década de 1920.

## Imagens
|  |  |  |